# Oscar Soto
Oscar Soto Carillo (* 6. září 1983) je mexický moderní pětibojař, olympionik.

## Život
Je dvojnásobným vítězem Středoamerických a karibských her z let 2006 a 2010. V březnu 2009 vybojoval druhé místo na zahajovacím závodu Světového poháru v Mexico City. V roce 2011 získal zlatou medaili na Panamerických hrách. V červnu 2012 se umístil na druhém místě na Otevřeném mistrovství Maďarska. Zúčastnil se závodu v moderním pětiboji na Letních olympijských hrách 2012 v Londýně, kde se se ziskem 5 656 bodů umístil na 14. místě.